# Bombay (kattras)
Bombay är en aktiv och social kattras, med ett unikt utseende som skall efter likna en svart miniatyr panter med kopparfärgade ögon. Rasen skapades av Nikki Horner, 1966 i Louisville, Kentucky. När hon korsade svart Amerikansk korthår med brun Burma. 

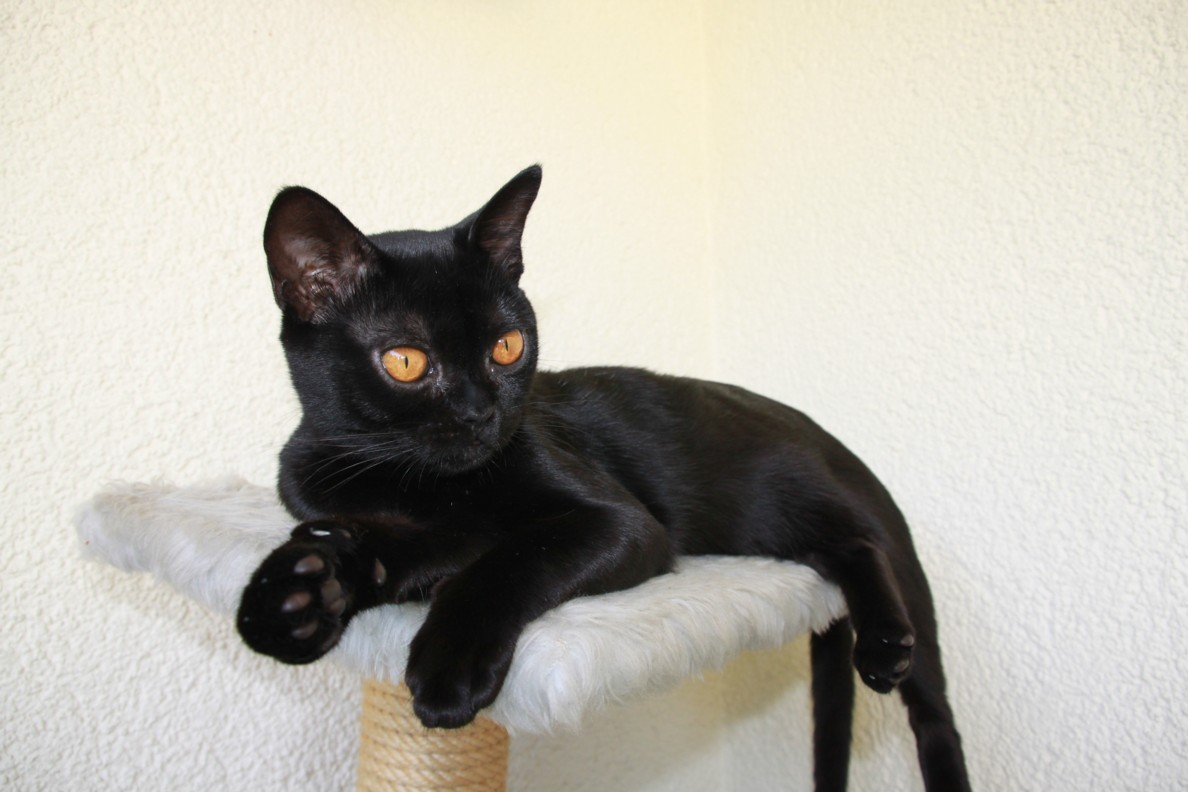
Bombaykatten of Blue Sinfonie

## Utseende
Bombay är en muskulös korthårig kattras med svart glänsande päls som ligger kloss inpå kroppen. Ögonen är det mest distinkta för rasen, de koppar färgande, stora och runda De är en mellanstor ras, där hanarna (3,5-5kg) är något större än honorna (2,5-3,5kg). 

## Temperament
Bombay katten är sällskaplig och lekfull kattras. De älskar mänskliga interaktioner och är gärna centrum för uppmärksamheten. De har ett lugnt förhållningssätt som gör att de gärna anpassar sig beroende på miljö. 
De har ett lättsamt temperament och hittar alltid saker att göra oavsett om det är att leka med papperspåsar eller kartonger. De är väldigt älskvärda mot sin ägare de ger gärna huvud knuffningar och kyssar vid kel, de kryper gärna ner under täcket med sin ägare inför natten. 

## Historia
Bombay skapades av Nikki Horner i Louisvile, Kentucky, USA år 1966. Hon korsade svart Amerikansk korthår med brun Burma. Hon ville skapa en kattras som liknade den svarta pantern. Rasen blev godkänd i CFA 1976 och inom TICA 1979. Bombay är ännu inte fullt godkänd inom FIFe, den är endast preliminärt godkänd sedan 1/1 - 2023.